# 加納綾子
加納 綾子（かのう あやこ、1981年2月3日 - ）は、日本のAV女優。バルドエージェンシー所属。

## 略歴・人物
青森県出身。2011年にAVデビューした熟女系の企画女優。
スカウトをきっかけにAVに興味を持ち自ら応募してAV女優となる。初体験は12歳。バイセクシャルであり、海外で生活をしていたこともあって外国人との性体験（男女共）も多い。
趣味は読書、散歩。

## 出演作品

### アダルトDVD
2011年
- 若妻発情時代 借金とりにいかされる病弱若妻/夫の生命保険を増額する淫乱若妻（5月24日、FAプロ）
- 人妻の告白 いけない私はテレフォンノイローゼ/私はピアノ…年下男と奏でる忘却のアンサンブル/夫はインポ、息子は浪人生、私は肉人形（9回裏2アウトランナーなし）（6月25日、FAプロ）
- あなたの妻をパイパンにして帰します（8月12日、Up'S）
- ミニスカノーパンブーツに中出し!!（9月9日、Up'S）

2012年
- 足裏パラダイス（1月19日、稀有）
- ナースの下半身検診（2月5日、フリーダム）
- 脚責め天国!集団美脚イジメ（3月2日、OFFICE K'S）
- 女教師の拘束強制発射地獄 〜自由なき僕の青春〜（3月5日、フリーダム）
- 欲求不満ボイン妻のイキすぎ性感マッサージ（3月22日、AROUND）
- SEXのハードルが異常に低い世界 2（4月5日、ディープス）
- ビデオに出てない人妻と旦那の居ぬ間に自宅で3発 未開発なアナルを弄られ、夫婦の寝室で別の男に裏穴まで捧げて悶絶しちゃう淫欲妻（6月7日、new girl）※「まお」名義
- 人妻発情時代!（7月1日、FAプロ）
- いけない女たち 6（7月13日、LEO）
- ザーメンたっぷり手こき 人妻編（7月13日、隼エージェンシー）
- 弱ぃ女 男につけいられる隙を与えるココロ「弱い」オンナのSEX事情!!（8月1日、FAプロ）
- 白衣のレズビアン（8月16日、タカラ映像）
- 本格的! 寝取られエロドラマシリーズ 悪趣味の極み・・ 自分の為に妻を寝取らせた（8月25日、サイドビー）
- 人妻の裏バイト 面接即フェラ!!即抜き!!（9月13日、隼エージェンシー）
- フォンテーヌ&ルミエール キモオタ凌辱（9月14日、GIGA）
- 昼下がりの主婦たち（11月1日、FAプロ）
- 黒ソックスのOL（12月5日、フリーダム）

2013年
- 足裏パラダイス 3（1月24日、稀有）
- 性感レズエステ 3 女にイカされる汁だく熟女（2月8日、クリスタル映像）
- 淫乱アナルファック!!（2月19日、乱丸）
- SEXのハードルが異常に低い世界 5（3月7日、ディープス）
- 強姦銭湯 男湯でも女湯でも輪姦された私（3月13日、MOODYZ）
- 近親相姦 8 〜姉貴との禁断の関係〜（3月15日、スティルワークス）
- 濃熟 淫乱熟女 荒淫社長室（3月19日、Misty Moon）
- トリプルレズビアン 7 3×2穴完全挿入（3月22日、クリスタル映像）
- 究極の妄想チャンネル 女子アナ Hなハプニング映像8連発 超過激お宝ハプニング編（3月23日、ROCKET）
- 歯を磨く女（3月23日、稀有）
- GAPE 脱肛アナルでアクメに達する変態女（4月5日、GAPE）
- 濃熟 淫乱熟女 荒淫社長室 2（4月19日、Misty Moon）
- 濃熟 淫乱熟女 性獣 女教頭執務室 爛れた欲望（4月19日、Misty Moon）
- M男ときどきS男が来店 痴女エステサロン（4月26日、クリスタル映像）
- 女装美少年と女（5月10日、美少年出版社）
- 本妻VS愛人対決!女教師VSヤンキー対決!レースクイーン対決!シチュエーションで見せるガチバトル 綺麗なお姉さんキャットファイト 2（5月23日、ROCKET）
- パンストフェティッシュ倶楽部 VOL.2 妖艶に揺れ乱れるパンスト美尻（5月24日、OFFICE K'S）
- HYPER DELICIOUS AWABI Vol.10 全身痙攣全穴炎上! セレブ残酷物語 バイリンガル女社長!（5月25日、Baby Entertainment）
- ノーモザイクアナル自慰 カメラの前でケツの穴をほじくる変態女たち（6月7日、ドッグイア）
- マ●コより気持ちいい穴 お母さんが教えてあげる（6月13日、タカラ映像）
- 欲求不満妻たちのセンズリ鑑賞 其の六（6月14日、OFFICE K'S）
- 美熟女 露出オナニー（6月21日、葡萄館）
- 人気のフットエステサロンで性欲のツボを刺激されまくったお姉さん! パンツにシミを作ってしまうほど興奮しちゃったところでエステティシャンがギンギンのチンポを見せつけると我慢できずに生中出し!!（6月21日、OFFICE K'S）
- 性欲絶倫 回春館クリニック（6月25日、Mellow Moon）
- いつでも、どこでも ベロちゅう（7月5日、upson）
- 人妻おまんこ指オナニー Vol.4 締まった濡れマ○コがヌチャヌチャして刺激するとイキ出す人妻（7月5日、赫夜姫映像）
- SEXのハードルが異常に低い世界 6 スペシャル（7月6日、ディープス）
- 好色温泉浮気妻 夫に内緒で乱れる人妻の中出しをせがむ本気穴4人目（7月18日、F&A）
- ドSの竹内紗里奈をドMのセックス・モンスター加納綾子が犯す。（7月19日、レズれ!）
- センズリ見せたら、徐々に本性を出してきた素人妻（7月25日、Mellow Moon）
- PTA保護者会 懇談会でキレイな先生とお母さんたちがエロ顔さらして大乱交!!（8月2日、クリスタル映像）
- 働く人妻 仕事中のSEXってメチャクチャ燃える!（8月2日、赫夜姫映像）
- 「一生分の金を得るなら、一生分の恥をかけ」人妻借金返済ミッション 地獄の羞恥ギャンブル（8月8日、ROCKET）
- 『ブラックジャックによろしく』 THE AV 裸を見られて興奮するナースたちと勃起を見て興奮するナースたち（8月8日、東京ティンティン+）
- 熟キャバ 童貞卒業（8月16日、クリスタル映像）
- 地下アナルオークション 極秘映像（8月16日、クリスタル映像）
- お局OL 官能日記（8月25日、Mellow Moon）
- プライベート アナルフィスト（9月6日、クリスタル映像）
- 変態願望 首枷婦人（9月13日、赤ほたるいか）
- トリプルレズビアン 11 〜淫語レズバトル〜（9月20日、クリスタル映像）
- 禁愛 オトナ×恋愛 〜私の中の浮気裁判〜（10月10日、ホットエンターテイメント）
- 炎の演歌大戦 ～I QUIT ENKA BATTLE～（10月24日、トラウマアート）
- 本気（マジ）口説き 美熟女編 ナンパ►連れ込み►SEX盗撮►無断で投稿（11月12日、MAGIC）
- 月刊 パンティストッキング通信 vol.1（11月25日、AVS Collector'S）
- アナル性感レズビアンクリニック Vol.1（11月25日、AVS Collector'S）
- 完全主観 罵倒地獄 Vol.3 〜言葉の暴力で徹底的に罵られた僕〜（12月5日、フリーダム）
- CA専用おもてなしエステ フライトで疲れきった美人CAさんを癒しながら子宮の奥までトロケさせる性感レズエステ（12月20日、クリスタル映像）
- 縄処女（12月20日、大洋図書）

2014年
- 絶頂縄情話 縛った熟女をイカせるために 〜縛った女も三種三様（1月8日、赤ほたるいか）
- アイアム 精飲変態ザーメン狂女（1月24日、クリスタル映像）
- 寝取られた妻 わたしは夫のために、他人に抱かれました。（1月25日、サイドビー）
- くいこみ股縄女剣士 肛虐道場破り（2月1日、シネマジック）
- 禁断の同居生活 姉と私がメスにされる部屋…。（2月1日、FAプロ）
- アナルフィスト いつでもどこでもアナルで欲情（2月6日、グローリークエスト）※「アヤコ」名義
- SEXのハードルが異常に低い世界 7（2月6日、ディープス）
- 「保健室に訪れる勃起盛りの悩める男子生徒を『他の教員には内緒で』『母親みたいに優しく』『仕事をしながら何人も』連続でヤらせてあげている噂のボイン先生をのぞく」 VOL.1（2月6日、DANDY）
- アナルと中出しと熟女 006（2月15日、ワニッチ）
- 生まれながらのサド×マゾ×レズビアン S女とM女とレズの調教記録（3月1日、U&K）
- 催眠洗脳淫語 孕ませ中出し三者面談（3月6日、V&Rプロダクツ）
- 連続暴行浣腸魔 牛頭鬼（3月19日、シネマジック）
- 自画撮りぐちょぐちょ指オナニー（3月20日、グローリークエスト）
- 極限2穴痴漢 同時中出しDX 7（3月20日、ナチュラルハイ）
- 家族旅行の温泉で見た兄貴の嫁さんのカラダに興奮した僕。 義姉さんも僕の勃起チ○ポ見て熱くなっています。 当然兄貴に内緒でこっそりヤッてしまいました。（3月20日、SWITCH）
- 性感レズエステ 8 都会の片隅で行われる美淑女のみが体験できる魅惑の性感エステサロン…（3月21日、クリスタル映像）
- 当て身コレクション 4（3月27日、トラウマアート）
- 入院中の性処理を母親には頼めないからお見舞いに来た叔母にお願いしたら優しい騎乗位でこっそりぬいてくれた 5 中出しスペシャル（4月10日、ナチュラルハイ）
- 品格のあるキャビンアテンダントの美脚ガニ股研修 お客様のためにどんなときでも笑顔でパンスト脚を大胆に開くCAたちの鬼研修に完全密着（4月10日、ディープス）
- 借金妻イカセ緊縛アナルフィスト!（4月11日、REAL）
- 酔いどれレズビアン（4月13日、U&K）
- 催眠カウンセリング 2（4月15日、トラウマアート）
- 世界で一番気持ちのいい銭湯 2 名湯 〜「クリの湯」テレポーテーション〜（4月18日、クリスタル映像）
- 旦那さんと一緒にAV見てたらムラムラしちゃった家政婦さん（4月25日、Mellow Moon）
- 完全撮り下ろし!! 美熟女トイレオナニーコレクション 25人4時間30分（4月25日、Mellow Moon）
- パワハラレズ愛辱（5月13日、U&K）
- 素人 気狂い マ●コ 生中出し 11（5月15日、プラム）
- 「常に性交」人妻出張マッサージ チ○ポをマ○コに挿入しながら受ける極上快感リラクゼーション（6月5日、SODクリエイト）
- 真性マゾ熟女のアナル遊び（6月13日、マルクス兄弟）
- べろちゅうレズビアン（6月13日、BACK DROP）
- 淫乱女子の縄感度（6月13日、赤ほたるいか）
- トライアングルバトル 〜地獄の三股争い〜（6月20日、トラウマアート）
- 総務課のオンナ 美脚キャリアOLの逆セクハラ（6月25日、Mellow Moon）
- 性感クリニックでAV鑑賞（6月25日、Mellow Moon）
- お客様は神様です! 就業中、目の前に突き出された働き盛りの人妻たち勃起チンポに絶対服従する（6月25日、Mellow Moon）
- SEXのハードルが異常に低い世界 8（7月10日、ディープス）
- 快楽縄夫人 【肉食夫人たち】（7月13日、赤ほたるいか）
- ショック!! 朝起きたら何故かおちん●んが生えていた!! しかもビンビンに朝勃ちまで!!（7月24日、ROCKET）
- 会員制 癒し系美熟女パブ（7月25日、Mellow Moon）
- オマンコドUP!本気オナ3時間! 超接写アングルにブッカかるほどの激しく下品なオナニー 2（7月25日、Mellow Moon）
- 「私たちは今、チ○コにハマっています!」 チ○コフェチには男の人格必要なし!チ○コだけがほしい!（8月7日、Mr.michiru）
- ピストン騎乗位アナルオナニー 2（8月12日、アナル倶楽部）
- 熟女 極太ディルド マン汁垂れ流しオナニー（8月12日、オナニー倶楽部）
- お受験直前!! 教育ママの目を盗んで可愛い○学生の未成熟勃起チ○ポを弄ぶ ショタコンお姉さん（8月21日、GARCON）
- 予告痴漢OL（8月21日、SOSORU）
- 女教師の匂い（9月5日、光夜蝶）
- 帰省妻レズ調教 〜夫の生家に一人きり…嫁小姑レズビアン〜（9月7日、ビビアン）
- 本気イキ!バイブオナニー（9月13日、マルクス兄弟）
- Girls Talk 041 大学院生が女子大生を愛するとき（9月15日、プラム）
- 性感レズエステ 10 欲求不満人妻編（9月19日、クリスタル映像）
- W人妻アナルフィスト乱交オフ会（9月19日、エムズビデオグループ）
- 熟女浣腸覚醒（9月20日、プールクラブ・エンタテインメント）
- センズリ鑑賞4時間! 久しぶりに生臭い生チンポを見せられて発情せずにはいられず、エロモード全開になる人妻たち 発射14発!（9月25日、Mellow Moon）
- アナル【括約筋】究極拡張（9月30日、アナル倶楽部）
- ピタパン熟女の喰いこむお誘い（10月3日、ワープエンタテインメント）
- 禁断中出し!! 息子と、息子の友人と… 許されざる背徳交尾 第三章（10月9日、ルビー）
- あれっ、さっきまで普通だったのに… 一緒にいた女が錠剤を飲んだら、すごく淫乱になって僕を言葉責めとともに襲ってきた! そして気付いたら裸にされゴムもつけずに挿入させてきた。（10月9日、Mr.michiru）
- 親友の嫁のムッチリホットパンツ尻に僕の理性は崩壊! 我慢できずに旦那に隠れて寝取ったら、あまりの気持ちよさにヨガリまくり!真横に旦那がいるにもかかわらず、声を押し殺して体を求めた!（10月10日、V&R PRODUCE）
- 飼育奴隷に憧れて（10月13日、赤ほたるいか）
- 【覚醒】アナル拡張（10月24日、AFRO FILM）
- どすんどめ 2（10月30日、MARRION）
- 若妻の匂い それから…（11月7日、光夜蝶）
- 男の娘、メス化計画（11月7日、HENZ）
- 超越淫語で超絶手コキの絶〜射精!（11月13日、マルクス兄弟）
- 金髪家庭教師（11月20日、レイディックス）
- 霊長類最強美女は誰だ? DREAM GRANDPRIX2014 全裸オイルキャットファイト 3 頂上決戦!!チャンピオンカーニバル 〜6人のニューカマーそして樹花凛VS板垣あずさチャンピオン同士が遂に激突!〜（12月6日、ROCKET）
- 続・時間よ止まれ! パート2 〜いつでもどこでもハレンチ天国〜（12月12日、V&R PRODUCE）

2015年
- アナル調教 淫技に堕ちていく女（1月1日、ミステリア）
- 肛門性愛者 5（1月10日、AFRO FILM）
- ビジネスシーンで絶対に役立つ5の「破廉恥」行き過ぎマナー教室（1月23日、DIY）
- 私、本名でセックスしてました。（2月6日、無名時代）
- ガマン汁が枯れるほどナマ殺されて…（3月6日、ワープエンタテインメント）
- 卑猥語マダム XII（3月13日、アロマ企画）
- 女子校生専用 性感レズエステ（3月20日、クリスタル映像）
- 尻叩き（3月22日、フェティッシュジャパン）
- 美熟女ベスト 加納綾子 4時間（3月25日、Mellow Moon）※総集編
- 黒き魔装の誘惑 8～邪悪に染まる聖なる香り～（5月22日、GIGA）

### 映画
- 大性豪（2014年4月3日、香港）
- プリンセス　甘く危険な休日（2017年7月9日、OP PICTURES） - エミリ 役[3]

### ネット放送
- トイズハートプレゼンツＢＵＢＫＡ「きのう誰食べた」（2013年12月14日、ニコニコ生放送、USTREAM）※ゲスト出演[4]
- トイズハートプレゼンツ「ハートの部屋」（2016年12月1日、ニコニコ生放送 オトコのカラダチャンネル）[5]、ＭＣ：二村ヒトシ、第１回：加納綾子[6]